# ZCRS-122
ZCRS-122 je gruzijski 122 mm višecijevni raketni lanser temeljen na sovjetskom BM-21 Gradu. 
U ožujku 2012. godine Gruzija je predstavila vlastitu modificiranu inačicu sovjetskog lansera BM-21 Grad. Inovativna poboljšanja slična su kao kod poljske WR-40 Languste. Kabina je oklopljena i štiti posadu (u skladu sa STANAG razinom 2). Sama posada može upravljati lanserom iz kabine bez nepotrebnog izlaska iz nje.
Težina rakete iznosi 66,4 kg a njene bojne glave 18,4 kg. Domet rakete je 40 km. Samo punjenje lansera traje sedam minuta dok se cijeli raketni kapacitet može ispaliti za 20 sekundi.
Umjesto izvornog sovjetskog Ural-375D kamiona, za transport se koristi noviji i duži ukrajinski KrAZ-6322. Zbog toga na kamionu ima dovoljno mjesta za transport dodatnog 40 cijevnog lansera.

## Vidjeti također
- BM-21 Grad

## Vanjske poveznice
- Military Today.com - ZCRS-122, Multiple launch rocket system  Arhivirana inačica izvorne stranice od 16. ožujka 2015. (Wayback Machine)
- New Georgian 122mm MRLS "ZCRS-122"